# Afidante
En la mitología griega, Afidante (en griego, Ἀφείδας), hijo de Oxintes y hermano de Timetes, fue el decimocuarto rey legendario de Atenas. Durante su reinado, el oráculo de Dodona ordenó que había que respetar a los suplicantes ladedemonios. Se contaba que había sido asesinado por su hermano menor Timetes, que era bastardo, y este le sucedió en el trono. Su reinado duró solo un año.